# Automated valuation model
Een Automated Valuation Model (AVM) is een model dat gebruikt wordt om de woningwaarde te bepalen van een of meerdere vastgoedobjecten. Dit wetenschappelijke model wordt gevoed door informatie over het te waarderen object en referentieobjecten.
De meest voorkomende AVM-modellen richten zich op het waarderen van koopwoningen. Ze worden al vanaf de jaren 90 in Angelsaksische landen toegepast; op het Europese vasteland is is dit model nog geen gemeengoed omdat het beschikbaar hebben van de juiste vastgoedinformatie vaak ter discussie staat. 
Het AVM wordt bijvoorbeeld gebruikt om portefeuilles van banken, corporaties en anderen institutionele beleggers modelmatig te waarderen, ook wordt het gebruikt bij de validatie van woningtaxatierapporten.